# Elina Salo
Elina Salo (Sipoo, 9 marzo 1936) è un'attrice finlandese apparsa in più di 50 film, tra cui molte produzioni di Aki Kaurismäki.

## Filmografia
- Skandaali tyttökoulussa - regia di Edvin Laine (1960)
- Mysteriet Rygseck - regia di Matti Kassila (1960)
- Kaasua, komisario Palmu! - regia di Matti Kassila (1961)
- Työmiehen päiväkirja - regia di Risto Jarva (1967)
- Harry Munter - regia di Kjell Grede (1969)
- Gangsterfilmen - regia di Lars G. Thelestam (1974)
- Runoilija ja muusa - regia di Jaakko Pakkasvirta (1978)
- Herr Puntila och hans dräng Matti - regia di Ralf Långbacka (1979)
- Amleto si mette in affari (Hamlet liikemaailmassa) - regia di Aki Kaurismäki (1987)
- La fiammiferaia (Tulitikkutehtaan tyttö) - regia di Aki Kaurismäki (1990)
- Tatjana (Pidä huivista kiinni, Tatjana) - regia di Aki Kaurismäki (1994)
- Nuvole in viaggio (Kauas pilvet karkaavat) - regia di Aki Kaurismäki (1996)
- Juha - regia di Aki Kaurismäki (1999)
- L'uomo senza passato  (Mies vailla menneisyyttä) - regia di Aki Kaurismäki (2002)
- Miracolo a Le Havre (Le Havre) - regia di Aki Kaurismäki (2011)

## Doppiatori italiani
Nelle versioni in italiano delle opere in cui ha recitato, Elina Salo è stata doppiata da:
- Aurora Cancian in Miracolo a Le Havre